# Wayanad
Wayanad (engelska: Wayanad district, malayalam: വയനാട് ജില്ല, hindi: वयनाडु जिला, teluga: వయనాడ్ జిల్లా, tamil: வயநாடு மாவட்டம், gujarati: વયનાડ જિલ્લો, kannada: ವಾಯ್ನಾಡ್, marathi: वायनाड जिल्हा) är ett distrikt i Indien.   Det ligger i delstaten Kerala, i den södra delen av landet, 1 900 km söder om huvudstaden New Delhi. Antalet invånare är 817 420. Arean är 2 131 kvadratkilometer. Wayanad gränsar till Kannur.
Terrängen i Wayanad är kuperad åt nordost, men åt sydväst är den bergig.
Följande samhällen finns i Wayanad:
- Mananthavady
- Kalpetta
- Sultans Battery
- Ambalavayal
- Periya
- Payyampally
- Panamaram